# الیزابت پیتون
الیزابت پیتون (انگلیسی: Elizabeth Peyton؛ زادهٔ ۱۹۶۵) یک نقاش اهل ایالات متحده آمریکا است.